# Hàng không năm 1938
Đây là danh sách các sự kiện hàng không nổi bật xảy ra trong năm 1938:

## Các sự kiện
- Imperial Airways khai trương tuyến đường bay từ London tới Montreal. Pan American World Airways bị cấm đáp các máy bay của hãng xuống các sân bay của Anh, do người Anh lo sợ những chiếc máy bay hiện đại của Mỹ sẽ đẩy Imperial ra khỏi thị trường vận chuyển qua Đại Tây Dương.

### Tháng 1
- 20 tháng 1 - một chiếc Armstrong Whitworth AW.23 thuộc Công ty cổ phần hữu hạn Cobham đã tiếp nhiên liệu cho một chiếc Short Empire của Imperial Airways trên bầu trời Southampton Water

### Tháng 2
- 15 tháng 2-27 - 6 chiếc B-17 Flying Fortress của USAAC thực hiện một chuyến bay thiện chí tới châu Mỹ latinh, kéo dài 12.000 dặm (19.312 km) đến Lima, Buenos Aires, Santiago và trở lại.

### Tháng 4
- 20 tháng 4 - thiếu tướng không quân Anh Arthur Travers Harris thực hiện một chuyến công du đến Mỹ nhằm mở rộng Không quân Hoàng gia Anh. Loại máy bay Lockheed Hudson và North American Harvard đã được chọn.

### Tháng 5
- 12 tháng 5 - Hải quân Hoa Kỳ trang bị tàu sân bay thứ 6, USS Enterprise.
- 17 tháng 5 - quốc hội Mỹ thông qua Đạo luật mở rộng Hải quân, dẫn đến việc chế tạo những chiếc tàu sân bay thuộc lớp Essex.
- 21 tháng 5 - chuyến bay đầu tiên của chiếc thủy phi cơ Dornier DO 26.

### Tháng 6
- Một mẫu thử nghiệm Heinkel He 118 thực hiện chuyến bay thử nghiệm đầu tiên với động cơ phản lực.
- 9 tháng 6 - Không quân Nicaragua được thành lập với tên gọi Fuerza Aérea de la Guarda Nacional.

### Tháng 7
- 14 tháng 7 - Howard Hughes lái một chiếc Lockheed 14N vòng quanh thế giới trong 3 ngày 19 giờ, xuôi ngược tới Floyd Bennett Field New York, thời gian dự kiến nhiều hơn thời gian đến Wiley Post.

### Tháng 8
- 10 tháng 8-11 - một chiếc Focke-Wulf Fw 200 thuộc Lufthansa (D-ACON Brandenberg) thực hiện một chuyến bay không dừng từ Berlin đến New York, bay qua Hamburg, Glasgow, Newfoundland, và Halifax, Nova Scotia, trong 24 giờ 36 phút.

### Tháng 9
- 10 tháng 9 - Đức cấm mọi máy bay nước ngoài lưu thông trong không phận của Đức, ngoại trừ các hành lang bay đặc biệt.

### Tháng 11
- 5 tháng 11-7 - chuyến bay không dừng lại của 2 chiếc Vickers Wellesley từ Ai Cập đến Darwin, Australia. Đây là một kỷ lục về khoảng cách là 7.158 dặm (11.520 km).
- 28 tháng 11-30 - một chiếc Fw 200 thuộc Lufthansa thực hiện một chuyến bay đầu tiên đến Nhật Bản, chuyến bay không dừng từ Berlin đến Tokyo đi qua Basra, Karachi, và Hà Nội. Chiều dài chuyến bay là 14.228 km (8.841 mile), một kỷ lục về độ dài và kéo dài trong 46 giờ 18 phút.

## Chuyến bay đầu tiên
Tháng 1
- Aichi D3A
- 5 tháng 1 - Miles Mentor L4932
- 22 tháng 1 - Heinkel He 100
- 24 tháng 1 - Armstrong Whitworth Ensign

Tháng 3
- 12 tháng 3 - PZL.44 Wicher

Tháng 6
- 7 tháng 6 - Douglas DC-4E

Tháng 8
- Dornier Do 217
- PZL.46 Sum

Tháng 9
- 28 tháng 9 - Avia B.35
- 29 tháng 9 - Supermarine Sea Otter

Tháng 10
- 2 tháng 10 - Dewoitine D.520
- 11 tháng 10 - Westland Whirlwind mẫu thử nghiệm L6844
- 14 tháng 10 - Curtiss XP-40
- 15 tháng 10 - Bristol Beaufort mẫu thử nghiệm L4441

Tháng 12
- 4 tháng 12 - Miles M.18
- 10 tháng 12 - Lockheed Hudson
- 12 tháng 12 - Fairey Albacore mẫu thử nghiệm L7074
- 22 tháng 12 - De Havilland Flamingo
- 23 tháng 12 - Blackburn Roc mẫu thử nghiệm L3057
- 28 tháng 12 - Blackburn Botha
- 31 tháng 12 - Boeing 307

## Bắt đầu phục vụ
Tháng 4
- Northrop BT trong phi đội VB-5 được biên chế trên tàu tàu USS Yorktown

Tháng 6
- Westland Lysander trong Phi đội số 16 RAF

Tháng 7
- Supermarine Spitfire trong Phi đội số 19 RAF

September
- Handley Page Hampden trong Phi đội số 49 RAF

Tháng 10
- Vickers Wellington trong Phi đội số 9 RAF
- Armstrong Whitworth Ensign trong Imperial Airways

Tháng 11
- Arado Ar 196